# 鄰異丙基甲苯
鄰異丙基甲苯，又稱鄰傘花烃是一种芳香烃。它的结构由被甲基鄰位單取代的異丙苯组成。在常溫常壓下，它是一种易燃的无色液体，幾乎不溶于水，但可溶于有机溶剂。

## 位置異構物和合成方式
除了鄰傘花烴，傘花烴還有另外两個位置異構物，其中一者為間傘花烴 ，其甲基取代於異丙苯的間位；另一者為對傘花烴 ，其甲基取代於異丙苯的對位。對傘花烴是最常见的天然異構物，而鄰傘花烴在自然環境中較少被合成，僅在植物物種Echinophora platyloba D.C.中有文獻記載此化合物出現的蹤跡。
傘花烃類可以通过甲苯與丙烯的烷基化反应来合成。